# Marc Pairon
Marc Pairon (Wilrijk, 4 oktober 1959) is een Belgisch dichter en aforist. Verder is hij een kunstkenner in art-deco-keramiek; een drietalig werk hierover uit 2006 werd uitgebracht in 40 landen. Pairon is woonachtig in Hoogstraten.

## Biografie
Pairon heeft wegens familiale omstandigheden maar tot zijn 15 jaar schoolgelopen. Hij bracht zijn verdere tienerjaren als clochard door, zwervend door Europa. Wanneer hij nu en dan België bezocht, voorzag hij in zijn levensbehoeften door het verkopen van gestencilde teksten in Antwerpse cafés. Zo trok zijn aparte stijl de aandacht van Nic van Bruggen en de entourage van het dichtersgenootschap Pink Poets aldaar. In 1981 werd Pairons debuut, de gedichtenbundel Splinters, en enkele maanden later de verzenbundel Kousen wassen gepubliceerd. De eersteling van Pairon werd aan de pers voorgesteld door Van Bruggen, die hem de hemel in prees (Pairon schrijft poëzie alsof hij Pegasus zelf de teugels aanbond). Pairon kreeg talrijke lovende kritieken en was, als performer, in die dagen een graag geziene gast op literaire voorstellingen.
Hij hield het dichtersleven nochtans snel voor bekeken. Pairon wendde zijn creativiteit verder aan tot wisselende doeleinden, vooral binnen de economische sector.
In 1987 schreef hij de surrealistische bundel Stellingname over de homofiele neigingen van zeepaardjes in de koude golfstroom van Gibraltar, korte en zeer kleine verhalen over de pijn van scheiden. Hij speelde met dit script een tachtigtal voorstellingen in Nederlandse theaters en op festivals en maakte zijn opwachting in diverse televisieprogramma's (BRT, VARA en VPRO).
Pairon zou de volgende twee decennia niets meer publiceren, zelfs geen letter meer schrijven. In 2006 kwam van hem het drietalige, 750 pagina's tellende kunstboek Art Deco Ceramics - Made in Belgium uit. Hij was namelijk ondertussen ter zake deskundig geworden. Het naslagwerk werd binnen het genre een absolute bestseller en werd in meer dan 40 landen verdeeld.
In maart 2008 greep Pairon terug – in een opgewonden roes – naar de pen van de poëzie. In 2009 werd hij door de pers tot ‘Vlaanderens meest gelezen dichter’ gekroond. In minder dan twee jaar gingen van zijn verzenbundels ruim 60.000 exemplaren over de toonbank.
Op 20 november 2013, kinderrechtendag, verscheen het romandebuut "De Kinderspelen". Met de publicatie van deze roman wil Marc Pairon, verwijzend naar zijn eigen verleden, extra aandacht vestigen op de Internationale Dag van de Rechten van het Kind. In ‘De Kinderspelen’ vertelt Marc Pairon de lotgevallen van een hartstochtelijk plattelandsgezin, dat zich uit de wereld heeft teruggetrokken. Toch blijft de moderne samenleving herkenbaar en laat ze zich geregeld van haar onzedelijke kant zien. ‘Het is een indringend verhaal over o.a. incest, dementie, racisme en materialisme.  Een van de verhaallijnen is de kinderrechten: het recht op veilig drinkwater, het recht om op te groeien bij familie, het recht op spelen, het recht op bescherming tegen mishandeling en (huiselijk) geweld en het recht op eigen geloof en cultuur.